# Callistemon pinifolius
Callistemon pinifolius là một loài thực vật có hoa trong Họ Đào kim nương. Loài này được (J.C.Wendl.) Sweet mô tả khoa học đầu tiên năm 1826.

## Hình ảnh

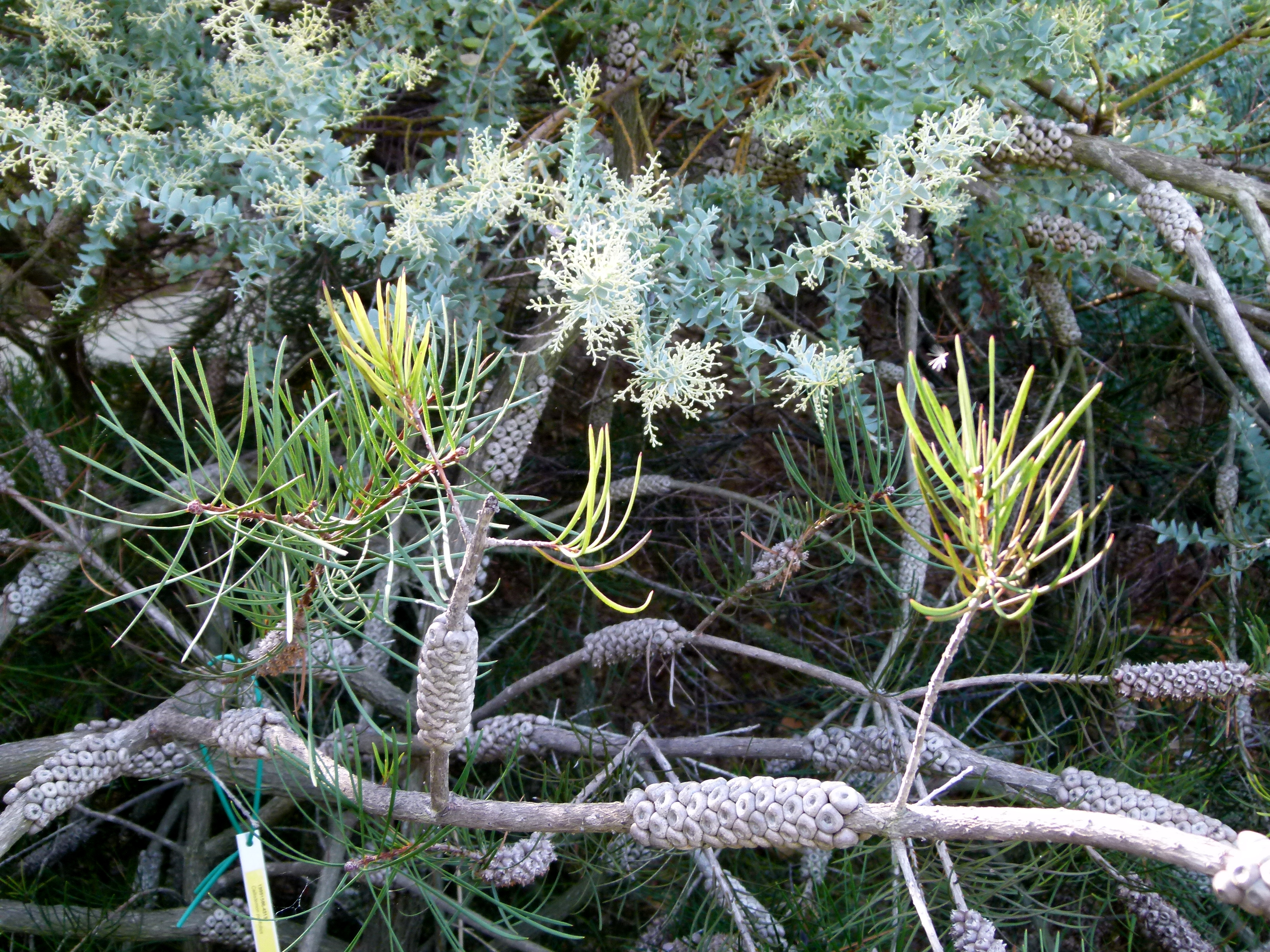
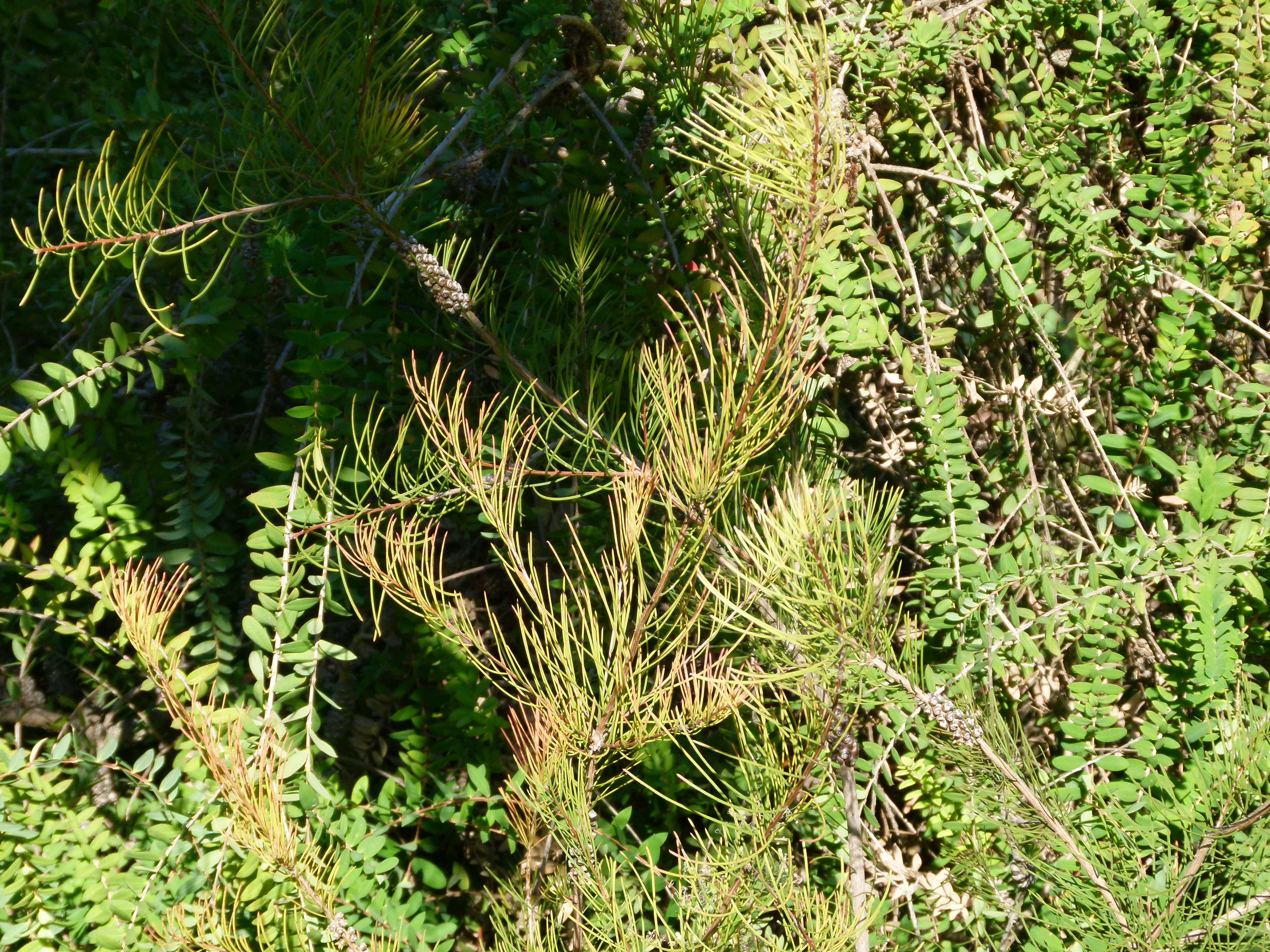